# La República
La República este un ziar peruan cu sediul în Lima, Peru. Este unul dintre cele două principale ziare naționale vândute în toată țara de la înființarea sa la 16 noiembrie 1981. Ziarul a fost înființat de Gustavo Mohme Llona, fost membru al Congresului Peruan. Jurnalistul peruan Guillermo Thorndike a fost redactor fondator al ziarului.
Sub conducerea lui Llona, La República a fost un adversar ferm al guvernului președintelui Alberto Fujimori (1990-2000).